# Biurrun-Olcoz
Biurrun-Olcoz (baskisch Biurrun-Olkotz) ist ein Ort und eine Gemeinde (municipio) mit 236 Einwohnern (Stand: 2024) in der autonomen Gemeinschaft Navarra im Norden von Spanien. Die Gemeinde besteht aus den Ortschaften Biurrun und Olcoz.

## Lage und Klima
Biurrun-Olcoz liegt in ca. 600 m Höhe und ist ca. 13 km (Fahrtstrecke) in südsüdwestlicher Richtung von der Regionalhauptstadt Pamplona entfernt. Das Klima ist gemäßigt bis warm; Regen (ca. 784 mm/Jahr) fällt übers Jahr verteilt.

## Bevölkerungsentwicklung
| Jahr      | 1970 | 1981 | 1991 | 2001 | 2011 | 2021 |
| Einwohner | 304  | 188  | 169  | 205  | 222  | 227  |

## Sehenswürdigkeiten
- Kirche Mariä Himmelfahrt in Biurrun
- Michaeliskirche in Olcoz

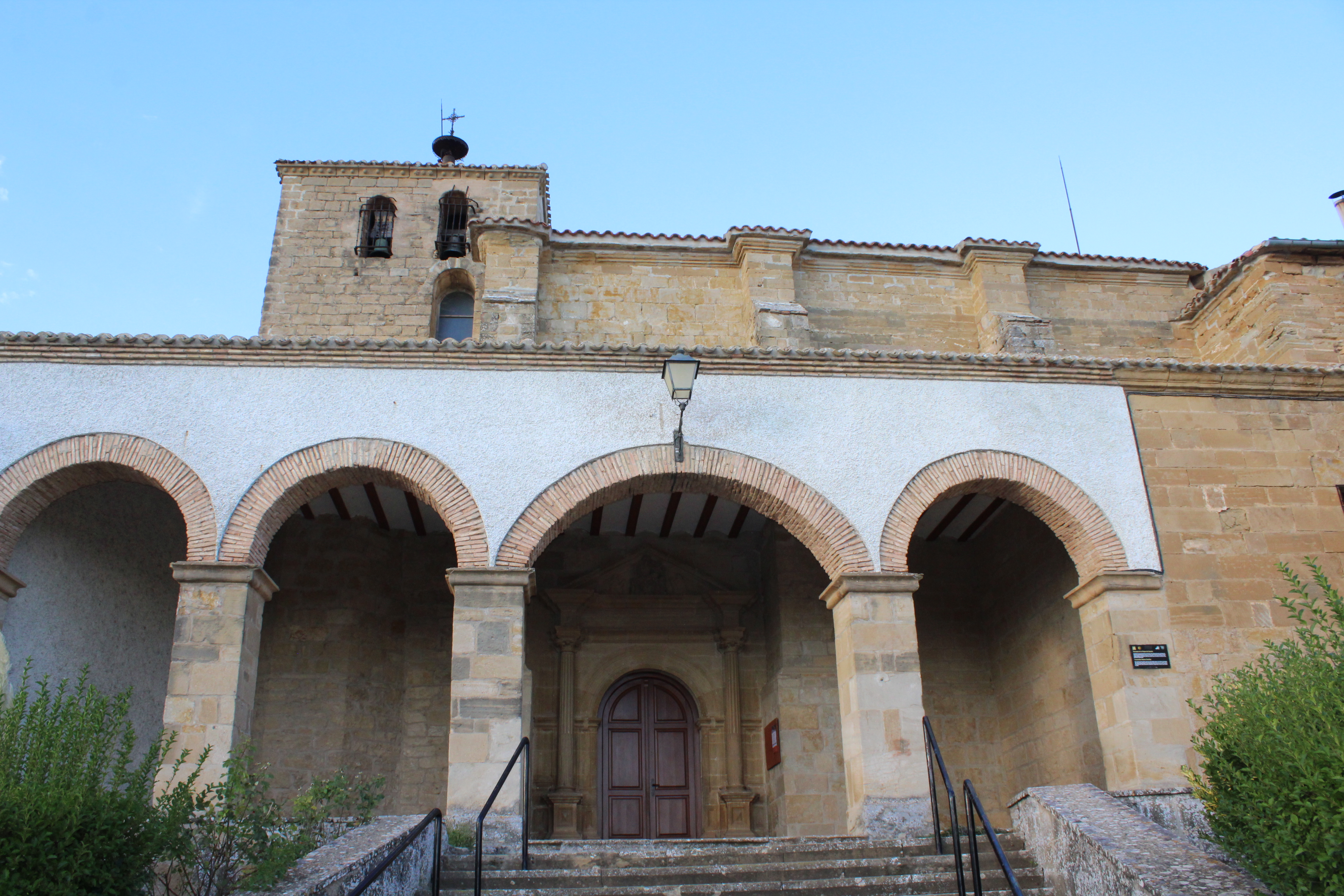
Kirche Mariä Himmelfahrt
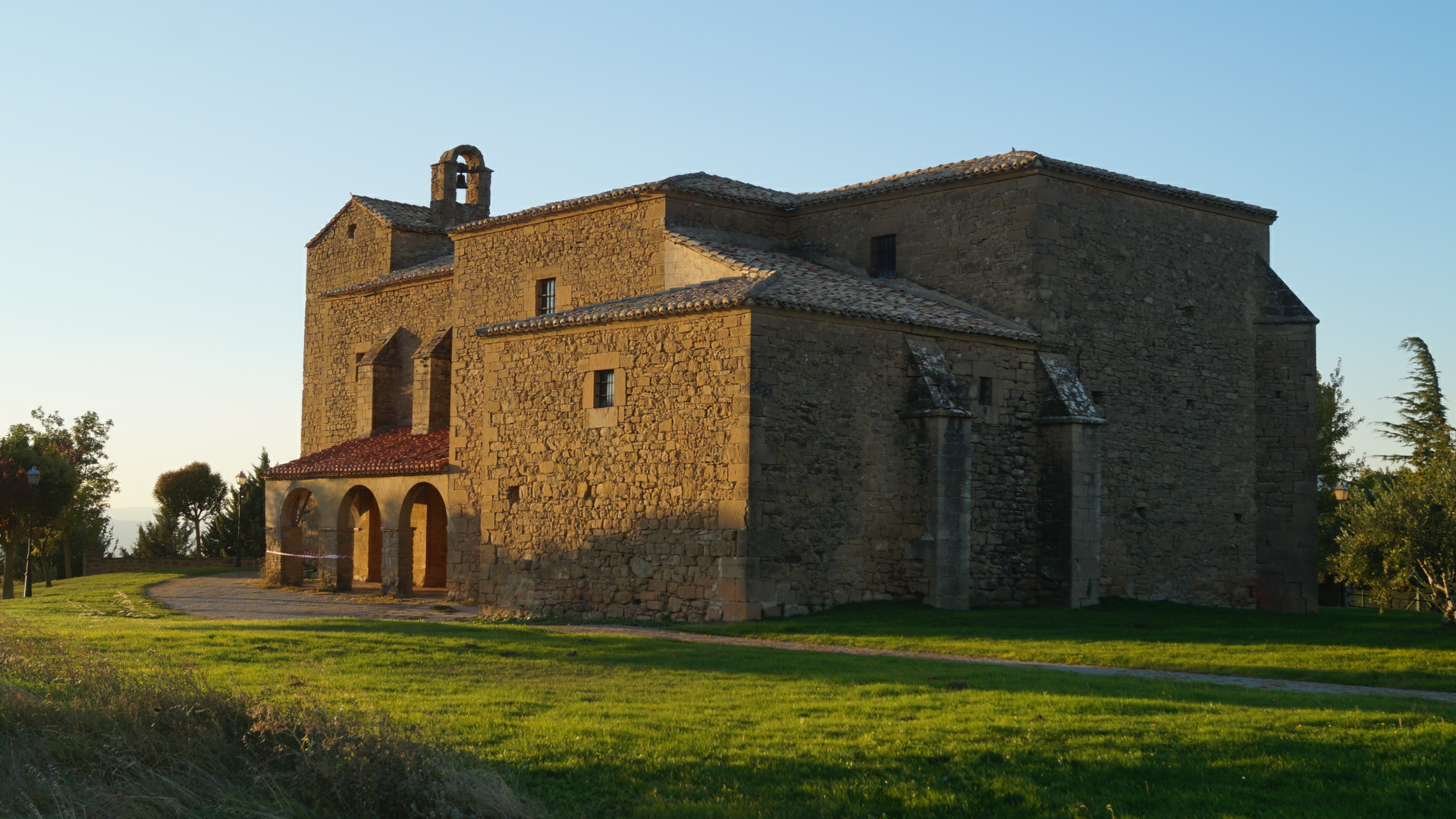
Michaeliskirche

## Persönlichkeiten
- Eunate Arraiza (* 1991), Fußballspielerin